# Crveni Krst
Crveni Krst (srbsky Црвени Крст) je místní část města Niš v jižní části Srbska. Tvoří severozápadní pětinu města. Rozkládá se v rovinaté krajině tzv. Nišské kotlině. V roce 2011 zde žilo 32 301 obyvatel. Místní část (gradska opština) vznikla formálně roku 2002 sloučením několika dalších.
Nachází se zde Koncentrační tábor Crveni krst.
Místní části této opštiny jsou následující:
| - Berčinac, počet obyvatel: 105 - Vele Polje, počet obyvatel: 454 - Vrtište, počet obyvatel: 1112 - Gornja Toponica, počet obyvatel: 1127 - Gornja Trnava, počet obyvatel: 286 - Gornji Komren, počet obyvatel: 917 - Donja Toponica, počet obyvatel: 324 - Donja Trnava, počet obyvatel: 647 | - Donji Komren, počet obyvatel: 1838 - Kravlje, počet obyvatel: 327 - Leskovik, počet obyvatel: 248 - Medoševac, počet obyvatel: 2674 - Mezgraja, počet obyvatel: 541 - Miljkovac, počet obyvatel: 182 - Crveni Krst, počet obyvatel: 12516 - Paligrace, počet obyvatel: 269 | - Paljina, počet obyvatel: 234 - Popovac, počet obyvatel: 2847 - Rujnik, počet obyvatel: 490 - Sečanica, počet obyvatel: 768 - Supovac, počet obyvatel: 344 - Trupale, počet obyvatel: 2,127 - Hum, počet obyvatel: 1370 - Čamurlija, počet obyvatel: 554 |